# Kate Edwards
Pour les articles homonymes, voir Edwards.
Kate Edwards, née vers 1965 à Los Angeles, est une géographe américaine. Elle conseille les entreprises du jeu vidéo dans la manière d'adapter leurs contenus aux différences culturelles et géographiques des pays. De 2012 à 2017, elle est directrice exécutive de l'Association internationale des développeurs de jeu vidéo.

## Enfance et formation
Kate Edwards, influencée par sa famille, est une passionnée de jeux. La famille parcourt les États-Unis durant les vacances. Elle obtient un bachelor en géographie et un certificat de cartographie à l'Université d'État de Californie à Long Beach. Elle décroche un master en géographie à l'Université de Washington.

## Carrière
Kate Edwards travaille un temps chez Thomas Guide comme cartographe. Elle est stratège géopolitique pour Microsoft entre 1992 et 2005. Elle participe à la technologie de terre virtuelle de Microsoft et au projet Atlas Mondial d'Encarta. Elle propose et fonde en 1998 une nouvelle équipe appelée Geopolitical Strategy. Dans tous les produits, Kate Edwards est responsable de l'évaluation des risques sur les contenus relevant de la géopolitique et des différences culturelles, comme par exemple les conflits de frontière au Cachemire ou à Taïwan. À Microsoft Studios (ancêtre d'Xbox Game Studios), elle met en place un processus de qualité sur le contenu géopolitique ; il est ensuite utilisé pour évaluer les titres sur PC et Xbox.
En mars 2005, elle quitte Microsoft pour lancer Englobe, maintenant Geogrify, un cabinet de conseil spécialisé dans l'adaptation des contenus des jeux vidéo aux différentes sensibilités géographiques et culturelles,. Son travail consiste à anticiper les controverses politiques ou culturelles qui naissent de l'incorporation d'éléments de différentes cultures lors de la création des jeux vidéos. Il permet de participer à garder une cohérence dans l'univers créé pour le jeu et d'éviter les anachronismes et les erreurs. Avec Englobe, Kate Edwards est impliquée dans des jeux comme Dragon Age II ou Star Wars: The Old Republic. Elle écrit de manière régulière des chroniques dans MultiLingual Computing magazine.

## Engagement
Kate Edwards est investie dans l'amélioration des conditions de travail et la promotion de meilleures pratiques dans l'industrie du jeu. Elle est la fondatrice et la présidente du Groupe d'intérêt spécial sur la localisation des jeux (Game Localization Special Interest Group, SIG) dans l'Association internationale des développeurs de jeu vidéo (IGDA). En 2011 Edwards est lauréate de l'IGDA pour son investissement dans l'industrie du jeu vidéo et leur organisation. En décembre 2012, elle est nommée directrice exécutive de l'IGDA après le départ de Gordon Bellamy. Edwards quitte l'IDGA en 2017.
En 2018, Kate Edwards met en place la liste 50 over 50 afin de mettre en avant des développeurs de jeux vidéo de plus de 50 ans. Il s'agit pour elle d' « une réponse à la réalité de l'âgisme, un problème endémique dans l'industrie du jeu et dans le secteur technologique plus largement ». Cette liste est publiée tous les ans.
Elle siège au conseil d'administration de Take This, une association qui aide les joueurs et les créateurs de jeux face à leurs problèmes de santé mentale.

## Distinctions
- En 2013, Kate Edwards est classée parmi les 10 femmes les plus puissantes des jeux vidéos par le magazine Fortune[6].
- En 2014 elle est l'une des six « personnes de l'année » de l'industrie du jeu vidéo[18].
- En 2018, elle reçoit le prix Reboot Develop’s annual Hero[19].
- En mars 2020, elle reçoit le Prix Ambassadeur des 20e Game Developers Choice Awards pour le travail réalisé à l'IGDA, ainsi que pour son investissement dans le hackathon des jeux vidéo Global Game Jam[15].
- En août 2021 elle entre dans la liste 50 over 50... Qu'elle a elle-même contribué à créer[20].